# West Fork (Arkansas)
West Fork es una ciudad ubicada en el condado de Washington en el estado estadounidense de Arkansas. En el Censo de 2010 tenía una población de 2317 habitantes y una densidad poblacional de 235,23 personas por km².

## Geografía
West Fork se encuentra ubicada en las coordenadas 35°56′6″N 94°10′52″O / 35.93500, -94.18111. Según la Oficina del Censo de los Estados Unidos, West Fork tiene una superficie total de 9.85 km², de la cual 9.69 km² corresponden a tierra firme y (1.58%) 0.16 km² es agua.

## Demografía
Según el censo de 2010, había 2317 personas residiendo en West Fork. La densidad de población era de 235,23 hab./km². De los 2317 habitantes, West Fork estaba compuesto por el 94.43% blancos, el 0.09% eran afroamericanos, el 1.17% eran amerindios, el 0.47% eran asiáticos, el 0.35% eran isleños del Pacífico, el 0.43% eran de otras razas y el 3.06% pertenecían a dos o más razas. Del total de la población el 3.28% eran hispanos o latinos de cualquier raza.